# ミロシュ・サードロ
ミロシュ・サードロ（チェコ語: Miloš Sádlo, 1912年4月13日 - 2003年10月14日）は、チェコ出身のチェリスト。本名はミロスラフ・ザートヴルスキー（チェコ語: Miloslav Zátvrzský）。

## 経歴
1912年、プラハ生まれ。1928年にプラハ音楽院でカレル・プラヴォスラフ・サードロに師事し、師の姓を芸名に用いることを許される。
1931年にはプラハ四重奏団のチェロ奏者になり、ヴィオラ奏者のラディスラフ・チェルニーから室内楽の極意を教わったが、1933年に四重奏団は解散した。
1937年にはヤン・クベリークの代わりにロンドンで公演を行って成功を収め、世界的な名声を獲得した。
1947年のプラハの春音楽祭ではドミートリイ・ショスタコーヴィチと共演し、1950年にはダヴィッド・オイストラフとヨハネス・ブラームスの二重協奏曲を共演している。
1961年にプラハで発見されたフランツ・ヨーゼフ・ハイドンのチェロ協奏曲第1番を1962年に蘇演している。
2003年、プラハにて没。